# Mura di Castel del Piano
Le mura di Castel del Piano furono erette dopo il 1332, anno in cui la Repubblica di Siena conquistò il paese.

## Storia
Il bisogno del paese di una nuova e più ampia cinta muraria era dovuto alle continue minacce portate dall'esterno verso Castel del Piano. Ci vollero molti anni per costruirle e alla fine le mura cingevano tutto il paese. Da Piazza Bellavista, si partiva dal Cassero Aldobrandesco, già presente dal XII secolo e si continuava lungo tutto il perimetro del paese vecchio con i brevi intervalli del Castello, eretto dai senesi e oggi non più esistente, e delle due porte: Porta Pianese, oggi sormontata dalla Torre dell'Orologio e dalla Porta Amiata o Castiglionese. Nel mezzo alle due, nel XVII secolo fu aggiunta la piccola Porta Spennaziana per collegare il paese vecchio con il nuovo "borgo" sotto le mura. Attualmente si può ancora intuire quale fosse il percorso della cinta muraria: le tre porte sono ancora intatte e le case che dal "Poggio", il paese vecchio, si affacciano su Corso Nasini e il "Borgo" sono tutte nate sulle antiche mura, così come il cinquecentesco Palazzo Nerucci. Nella parte da Porta Amiata verso le balze trachitiche a nord si possono vedere i resti delle mura, con basamenti a scarpa, su cui poggiano le case di Vicolo del Volpaio, i resti del Cassero Aldobrandesco in Piazza Bellavista dove si possono ammirare parti delle mura ancora intatte. In Via delle Mura, oltre che ad uno spettacolare paesaggio si possono ammirare le ultime parti delle mura con anche i resti della torre castellana.